# Wojciech Truchan
Wojciech Truchan (ur. 15 kwietnia 1948 w Dzianiszu) – polski biathlonista, brązowy medalista mistrzostw świata.

## Kariera
Podczas mistrzostw świata w Anterselvie w 1975 roku razem z Ludwikiem Ziębą, Andrzejem Rapaczem oraz Janem Szpunarem zdobył brązowy medal w sztafecie. Na tej samej imprezie zajął 38. miejsce w biegu indywidualnym i 40. miejsce w sprincie. Podczas rozgrywanych rok później mistrzostw świata w tej samej miejscowości rywalizację w sprincie ukończył na 31. pozycji. Wystąpił również na mistrzostwach świata w Mińsku w 1974 roku, zajmując 40. miejsce w biegu indywidualnym, 45. miejsce w sprincie i 11. miejsce w sztafecie. Brał też udział w igrzyskach olimpijskich w Innsbrucku w 1976 roku, zajmując 28. miejsce w biegu indywidualnym i 12. miejsce w sztafecie.
Bronił barw Legii Zakopane.
Biathlonistą był także jego młodszy brat, Władysław Truchan.

## Osiągnięcia

### Igrzyska olimpijskie
| Rok  | Miejscowość | Konkurencje | Konkurencje | Konkurencje | Konkurencje | Konkurencje | Konkurencje | Konkurencje |
| Rok  | Miejscowość | IN          | SP          | PU          | MS          | RL          | MR          | SR          |
| ---- | ----------- | ----------- | ----------- | ----------- | ----------- | ----------- | ----------- | ----------- |
| 1976 | Innsbruck   | 28.         | nd.         | nd.         | nd.         | 12.         | nd.         | –           |

### Mistrzostwa świata
| Rok  | Miejscowość | Konkurencje | Konkurencje | Konkurencje | Konkurencje | Konkurencje | Konkurencje | Konkurencje |
| Rok  | Miejscowość | IN          | SP          | PU          | MS          | RL          | MR          | SR          |
| ---- | ----------- | ----------- | ----------- | ----------- | ----------- | ----------- | ----------- | ----------- |
| 1974 | Mińsk       | 40.         | 45.         | nd.         | nd.         | 11.         | nd.         | –           |
| 1975 | Anterselva  | 38.         | 40.         | nd.         | nd.         | 3.          | nd.         | –           |
| 1976 | Anterselva  | nd.         | 31.         | nd.         | nd.         | nd.         | nd.         | –           |